# Réserve de parc national Nááts'ihch'oh
La réserve de parc national Nááts'ihch'oh est un parc national du Canada située dans les Territoires du Nord-Ouest. Il est adjacent à la réserve de parc national Nahanni, qui prolonge vers le nord. sa superficie est de 4 850 km2.